# Nikon D5100
Nikon D5100 – lustrzanka cyfrowa wyprodukowana przez firmę Nikon. Premiera miała miejsce 5 kwietnia 2011 r. Aparat wykorzystuje matrycę CMOS w formacie DX o rozdzielczości 16,1 Megapikseli. Jest następcą modelu D5000 i tak jak on nie posiada wbudowanego silnika autofokusa.